# Ofrenda monumental
L'« Ofrenda monumental », également appelée « mega ofrenda » ou « magna ofrenda » en espagnol, est une réinterprétation artistique monumentale de l'autel des morts typique du jour des morts mexicain, réalisée chaque année sur la Place de la Constitution de Mexico depuis 2005 (à l'exception de 2011, par manque de moyens).

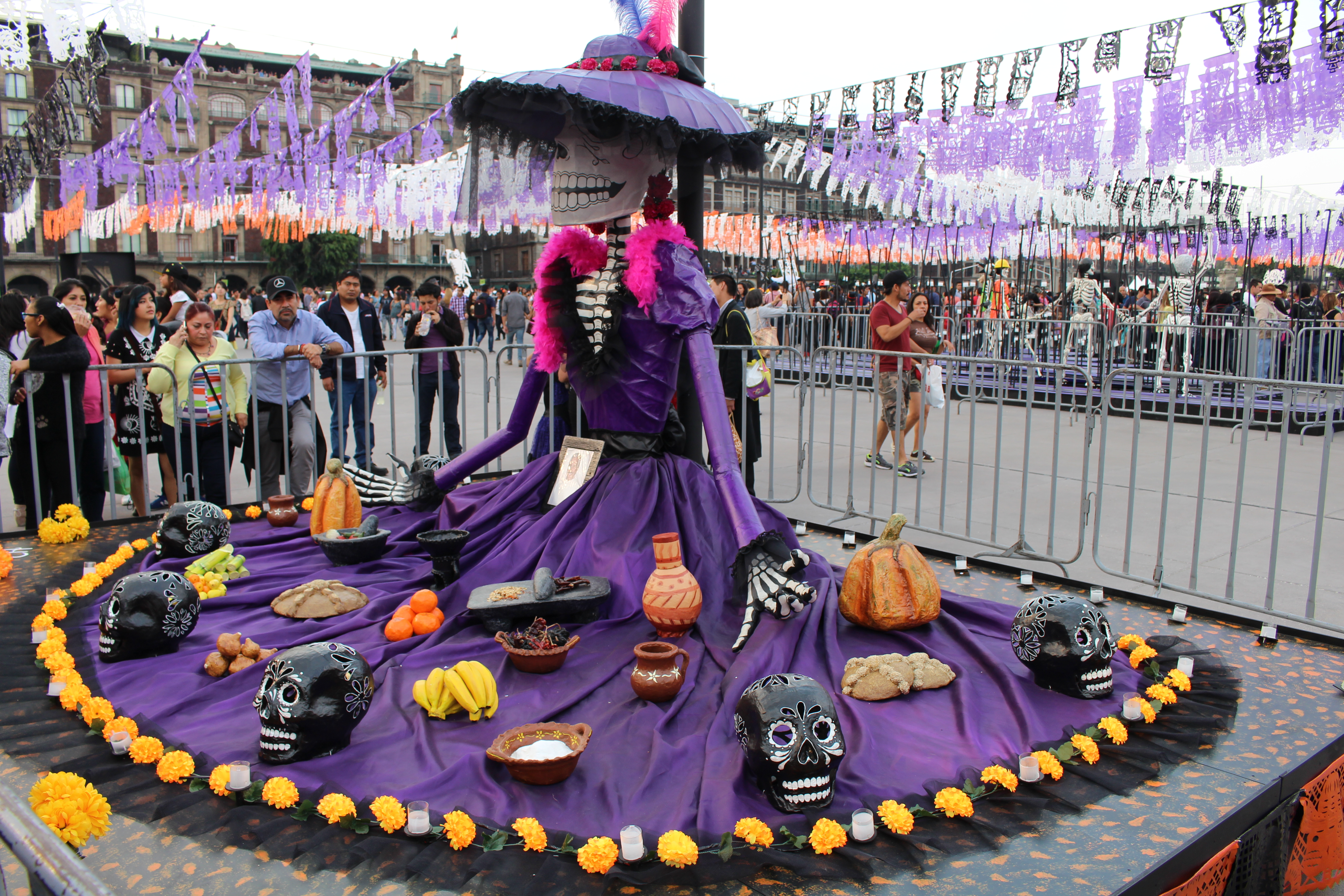
La Catrina est un des personnages récurrents du jour des morts mexicain et de l'Ofrenda monumental
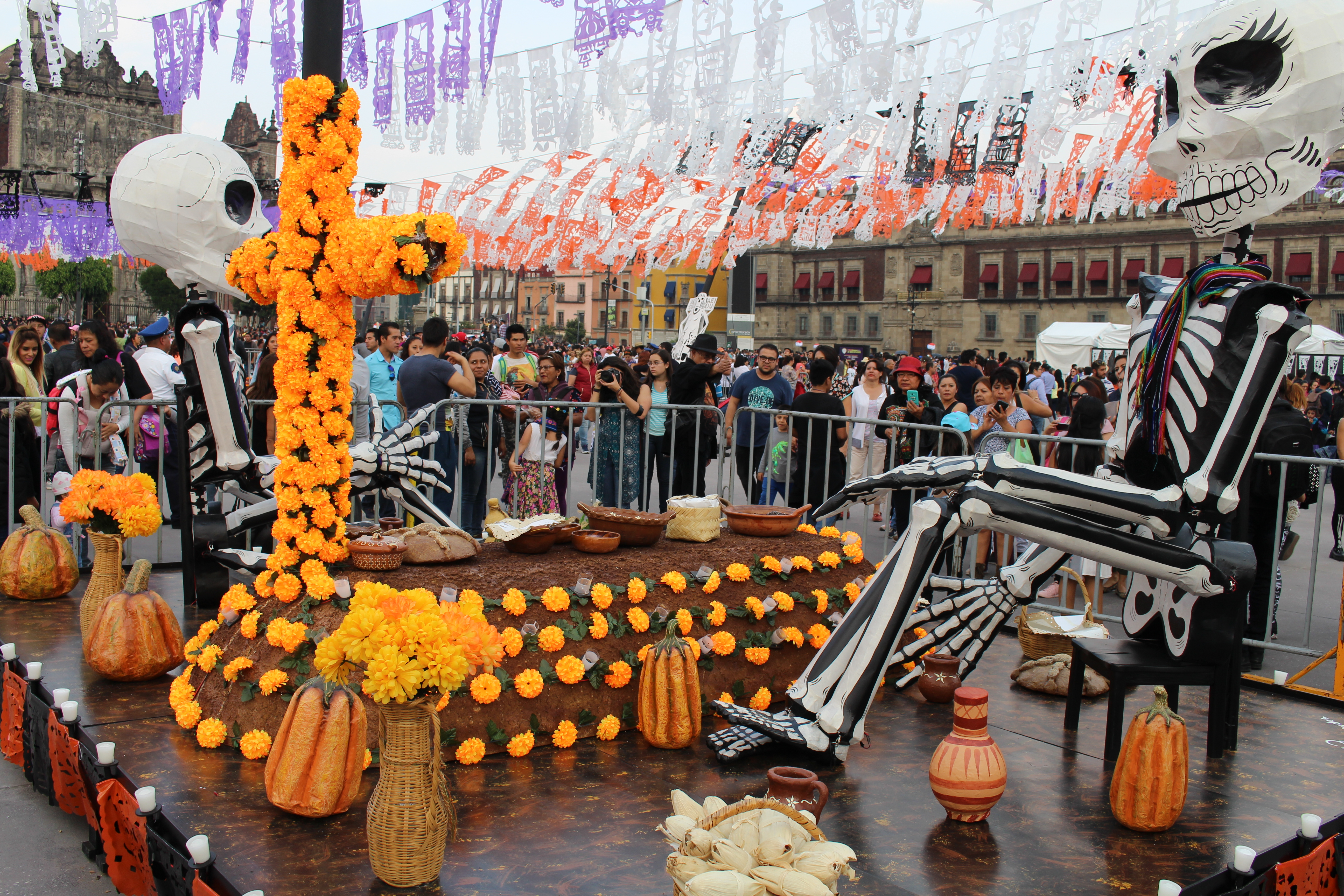
La mise en scène de tombes décorées est un élément habituel
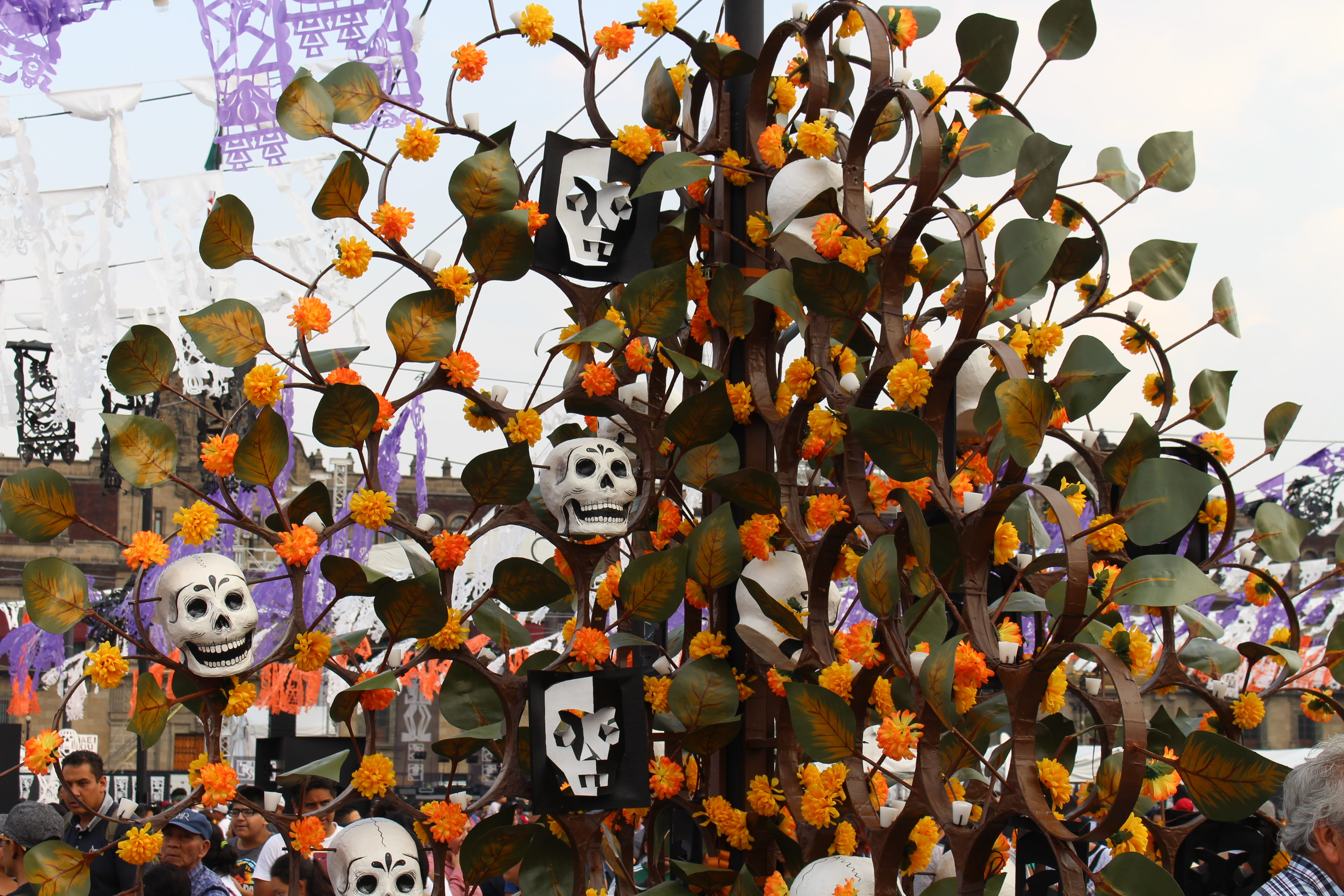
L'arbre de vie est souvent représenté
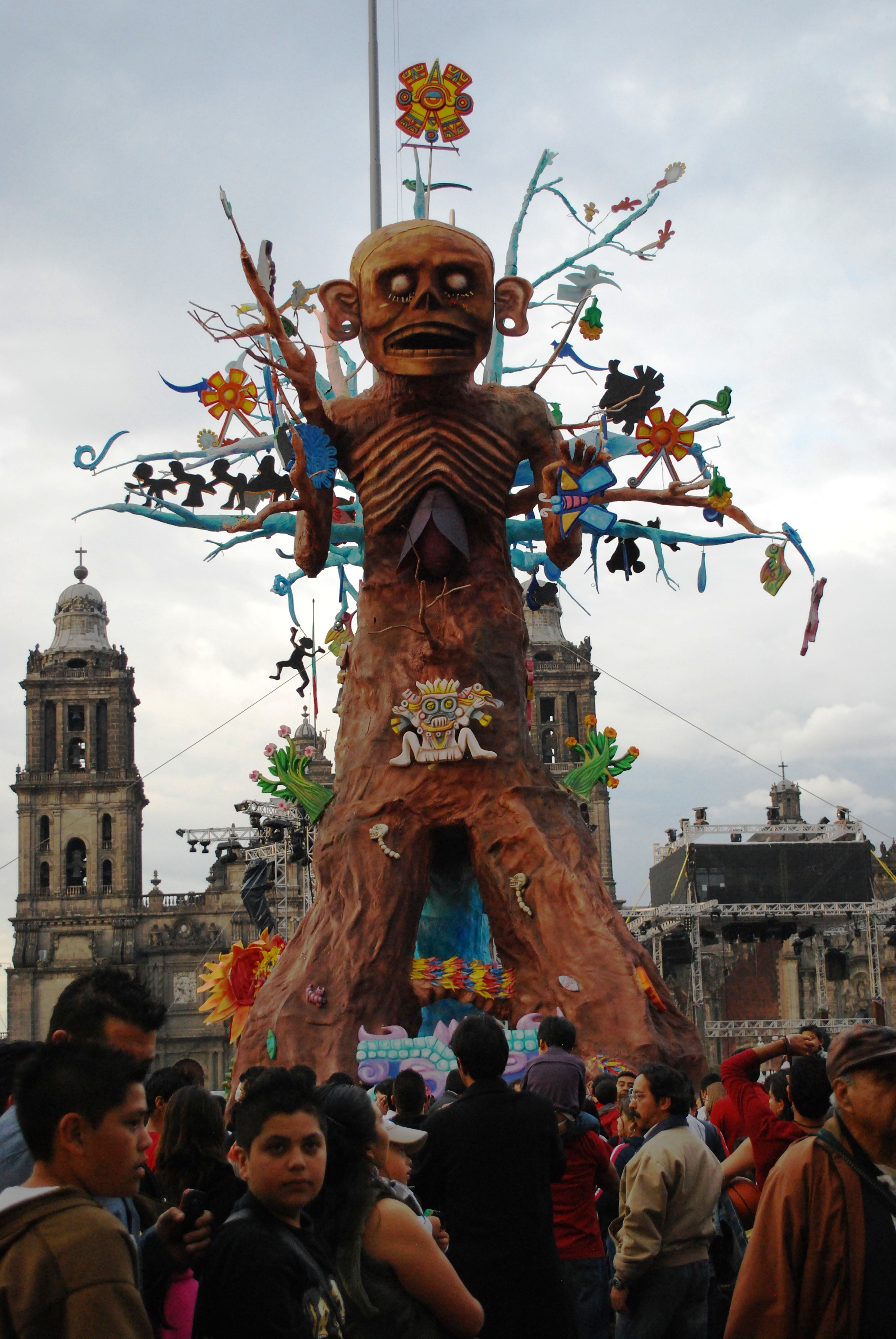
Les références aux rites indigènes mexicains sont fréquentes (ici, représentation de Mictlantecuhtli, Ofrenda monumental de 2010)

## Thèmes
Des thèmes différents sont traités chaque année :
- 2010 : El árbol de la muerte florida sur la diversité de la culture mexicaine et de la ville de Mexico[3]
- 2013 : José Guadalupe Posada[4]
- 2014 : ¡Puesto que muero existo! sur la littérature mexicaine (hommages à plusieurs célèbres écrivains décédés)[5]
- 2015 : hommage aux victimes du séisme de 1985[6]
- 2016 : trajineras de Xochimilco[7]
- 2017 : hommage aux victimes et aux sauveteurs des séismes (en particulier du 19-S)[8], conçu par Luis Rodríguez[9]
- 2018 : Migraciones : Los cuatro rumbos del cosmos sur les migrations au Mexique[10]
- 2019 : projet Altar de Altares de Vladimir Maislin Topete sur la diversité des célébrations du jour des morts au Mexique[11]
- 2020 : en raison de la pandémie de Covid-19, seule une version virtuelle a été organisée sur le site Ofrenda infinita[12]
- 2021 : 500 ans de résistance indigène (présentation inspirée du Codex Mendoza)[13]
- 2022 : les 32 États du Mexique, David Huerta, Carlos Martínez Rentería, “Súper Muñeco” et Arturo Rivera[14]
- 2023 : José Guadalupe Posada[15] et Pancho Villa[16]